# Nasino in su/Dormi dormi
Nasino in su/Dormi dormi è un singolo di Mario Tessuto del 1969.

## Il disco
La canzone sul lato A, Nasino in su, è scritta da Giancarlo Bigazzi per il testo e da Claudio Cavallaro e Totò Savio per la musica, mentre il brano sul retro, Dormi dormi, è scritto sempre da Bigazzi per il testo mentre la musica è composta da Cavallaro insieme allo stesso Tessuto.
Il disco, che segue al notevole successo di Lisa dagli occhi blu, pur entrando in hit parade non ripete il successo del singolo precedente.
Entrambe le canzoni sono contenute nel musicarello Lisa dagli occhi blu.

## Tracce
Lato A
1. Nasino in su

Lato B
1. Dormi dormi